# Estelle Ceulemans
Estelle Ceulemans (Rocourt, 12 februari 1970) is een Belgisch politica voor de PS en voormalig vakbondsbestuurder.

Estelle Ceulemans mars 2025

## Biografie
Ceulemans behaalde het diploma van licentiaat in de arbeidswetenschappen en een bijzondere licentie in personeelsmanagement aan de ULB. Ze werkte er vervolgens als wetenschappelijk medewerker op het Departement voor Toegepaste Economie (Dulbea) en was er van 2012 tot 2020 docent in het vakgebied van de technische organisatie en de financiering van de sociale zekerheid.
Tussen 2000 en 2006 werkte Ceulemans op verschillende socialistische ministeriële kabinetten, in die hoedanigheid werkte ze vooral rond de materies werkgelegenheid en sociale zekerheid. Van 2000 tot 2003 was ze attaché op het kabinet van toenmalig vicepremier en minister van Werkgelegenheid Laurette Onkelinx en daarna was ze van 2003 tot 2006 adjunct-directeur op de strategische cel van de kabinetten van minister van Leefmilieu Freya Van den Bossche (2003-2004) en minister van Sociale Zaken Rudy Demotte (2004-2006).
Vervolgens ging ze begin 2007 aan de slag bij de socialistische vakbond FGTB. Tot 2012 werkte Ceulemans als adviseur op het departement sociale zaken van de federale studiedienst van deze vakbond en daarna was ze van 2012 tot 2014 directrice van de federale studiedienst. Nadien was ze van 2014 tot 2016 federaal secretaris van de FGTB-ABVV en van 2016 tot 2018 directrice van de Algemene Centrale binnen deze vakbond. In mei 2018 werd ze dan secretaris-generaal van de intergewestelijke afdeling van FGTB-ABVV in Brussel, een functie waaruit ze in mei 2024 ontslag nam. 
Daarnaast engageerde Estelle Ceulemans zich binnen verschillende organisaties gelieerd aan sociale rechtvaardigheid en internationale solidariteit. Van 2016 tot 2022 was ze voorzitter van de raad van bestuur van CNCD-11.11.11, sinds 2020 is ze voorzitter van de ngo Solidarité Socialiste en sinds 2022 is ze lid van de raad van bestuur van het Mensenrechteninstituut. Ook voerde ze acties aan voor vrouwenrechten en antifascisme. 
Bij de Europese verkiezingen van juni 2024 kreeg Ceulemans de tweede plaats op de PS-lijst, waardoor ze ontslag moest nemen als vakbondsbestuurder. Ze werd verkozen in het Europees Parlement met 45.260 voorkeurstemmen.